# ستيف ارين
ستيف ارين (بالإنجليزية: Steve Warren)‏ هو لاعب كرة قدم أمريكية أمريكي، ولد في 22 يناير 1978 في لوتون في الولايات المتحدة.